# Жорба
Жо́рба (кат. Jorba) - муніципалітет, розташований в Автономній області Каталонія, в Іспанії. Код муніципалітету за номенклатурою Інституту статистики Каталонії - 81038. Знаходиться у районі (кумарці) Анойя (коди району - 06 та AI) провінції Барселона, згідно з новою адміністративною реформою перебуватиме у складі Центральної баґарії (округи). 

## Населення
Населення міста (у 2007 р.) становить 742 особи (з них менше 14 років - 19%, від 15 до 64 - 62,4%, понад 65 років - 18,6%). У 2006 р. народжуваність склала 3 особи, смертність - 10 осіб, зареєстровано 3 шлюби. У 2001 р. активне населення становило 274 особи, з них безробітних - 26 осіб.

Серед осіб, які проживали на території міста у 2001 р., 513 народилися в Каталонії (з них 410 осіб у тому самому районі, або кумарці), 82 особи приїхали з інших областей Іспанії, а 10 осіб приїхало з-за кордону. 

Університетську освіту має 12% усього населення. 

У 2001 р. нараховувалося 214 домогосподарств (з них 24,3% складалися з однієї особи, 26,6% з двох осіб,15,4% з 3 осіб, 21,5% з 4 осіб, 8,9% з 5 осіб, 2,3% з 6 осіб, 0,9% з 7 осіб, 0% з 8 осіб і 0% з 9 і більше осіб).

Активне населення міста у 2001 р. працювало у таких сферах діяльності : у сільському господарстві - 5,6%, у промисловості - 36,3%, на будівництві - 7,7% і у сфері обслуговування - 50,4%. 

 У муніципалітеті або у власному районі (кумарці) працює 253 особи, поза районом - 170 осіб.

### Безробіття
У 2007 р. нараховувалося 26 безробітних (у 2006 р. - 21 безробітний), з них чоловіки становили 38,5%, а жінки - 61,5%.

## Економіка

### Підприємства міста

#### Промислові підприємства
| \| Промислові підприємства міста, за сферою діяльності \| Промислові підприємства міста, за сферою діяльності \| Промислові підприємства міста, за сферою діяльності \| \| Рік \| 2002 р. \| 2001 р. \| \| --------------------------------------------------- \| --------------------------------------------------- \| --------------------------------------------------- \| \| Енергетичні та водні ресурси \| 12,5% \| 17,6% \| \| Хімія та метали \| 12,5% \| 11,8% \| \| Переробка металів \| 18,8% \| 17,6% \| \| Продукти харчування \| 12,5% \| 11,8% \| \| Текстиль \| 12,5% \| 11,8% \| \| Виробництво меблів, видання \| 31,2% \| 29,4% \| \| Інше \| 0% \| 0% \| \| Усього підприємств \| 16 \| 17 \| |         |         |
| Промислові підприємства міста, за сферою діяльності |         |         |
| Рік | 2002 р. | 2001 р. |
| Енергетичні та водні ресурси | 12,5%   | 17,6%   |
| Хімія та метали | 12,5%   | 11,8%   |
| Переробка металів | 18,8%   | 17,6%   |
| Продукти харчування | 12,5%   | 11,8%   |
| Текстиль | 12,5%   | 11,8%   |
| Виробництво меблів, видання | 31,2%   | 29,4%   |
| Інше | 0%      | 0%      |
| Усього підприємств | 16      | 17      |

#### Роздрібна торгівля
| \| Підприємства роздрібної торгівлі міста, за сферою діяльності \| Підприємства роздрібної торгівлі міста, за сферою діяльності \| Підприємства роздрібної торгівлі міста, за сферою діяльності \| \| Рік \| 2002 р. \| 2001 р. \| \| ------------------------------------------------------------ \| ------------------------------------------------------------ \| ------------------------------------------------------------ \| \| Продукти харчування \| 25% \| 25% \| \| Одяг та взуття \| 0% \| 0% \| \| Товари для дому \| 0% \| 0% \| \| Книги та періодичні видання \| 0% \| 0% \| \| Промислова хімічна продукція \| 50% \| 50% \| \| Продукція, пов'язана з транспортними засобами \| 0% \| 0% \| \| Інше \| 25% \| 25% \| \| Усього підприємств \| 4 \| 4 \| |         |         |
| Підприємства роздрібної торгівлі міста, за сферою діяльності |         |         |
| Рік | 2002 р. | 2001 р. |
| Продукти харчування | 25%     | 25%     |
| Одяг та взуття | 0%      | 0%      |
| Товари для дому | 0%      | 0%      |
| Книги та періодичні видання | 0%      | 0%      |
| Промислова хімічна продукція | 50%     | 50%     |
| Продукція, пов'язана з транспортними засобами | 0%      | 0%      |
| Інше | 25%     | 25%     |
| Усього підприємств | 4       | 4       |

#### Сфера послуг
| \| Підприємства міста, що працюють у сфері послуг, за діяльністю \| Підприємства міста, що працюють у сфері послуг, за діяльністю \| Підприємства міста, що працюють у сфері послуг, за діяльністю \| \| Рік \| 2002 р. \| 2001 р. \| \| ------------------------------------------------------------- \| ------------------------------------------------------------- \| ------------------------------------------------------------- \| \| Гуртова торгівля \| 19% \| 19% \| \| Готелі та готельний бізнес \| 19% \| 19% \| \| Транспорт та зв'язок \| 19% \| 19% \| \| Посередницькі фінансові послуги \| 0% \| 0% \| \| Послуги підприємствам \| 0% \| 0% \| \| Послуги фізичним особам \| 33,3% \| 28,6% \| \| Нерухомість та ін. \| 9,5% \| 14,3% \| \| Усього підприємств \| 21 \| 21 \| |         |         |
| Підприємства міста, що працюють у сфері послуг, за діяльністю |         |         |
| Рік | 2002 р. | 2001 р. |
| Гуртова торгівля | 19%     | 19%     |
| Готелі та готельний бізнес | 19%     | 19%     |
| Транспорт та зв'язок | 19%     | 19%     |
| Посередницькі фінансові послуги | 0%      | 0%      |
| Послуги підприємствам | 0%      | 0%      |
| Послуги фізичним особам | 33,3%   | 28,6%   |
| Нерухомість та ін. | 9,5%    | 14,3%   |
| Усього підприємств | 21      | 21      |

## Житловий фонд
У 2001 р. 1,4% усіх родин (домогосподарств) мали житло метражем до 59 м2, 21% - від 60 до 89 м2, 39,3% - від 90 до 119 м2 і
38,3% - понад 120 м2.

З усіх будівель у 2001 р. 21,2% було одноповерховими, 45% - двоповерховими, 31,6
% - триповерховими, 2,2% - чотириповерховими, 0% - п'ятиповерховими, 0% - шестиповерховими,
0% - семиповерховими, 0% - з вісьмома та більше поверхами.

## Автопарк
| \| Автомобілі, зареєстровані у місті, за призначенням \| Автомобілі, зареєстровані у місті, за призначенням \| Автомобілі, зареєстровані у місті, за призначенням \| \| Рік \| 2006 р. \| 2005 р. \| \| -------------------------------------------------- \| -------------------------------------------------- \| -------------------------------------------------- \| \| Приватні автомобілі \| 63,3% \| 64,6% \| \| Мотоцикли \| 7,5% \| 5,5% \| \| Вантажівки \| 25,8% \| 25,7% \| \| Трактори \| 0% \| 0% \| \| Автобуси та ін. \| 3,5% \| 4,2% \| \| Усього автомобілів \| 550 шт. \| 505 шт. \| |         |         |
| Автомобілі, зареєстровані у місті, за призначенням |         |         |
| Рік | 2006 р. | 2005 р. |
| Приватні автомобілі | 63,3%   | 64,6%   |
| Мотоцикли | 7,5%    | 5,5%    |
| Вантажівки | 25,8%   | 25,7%   |
| Трактори | 0%      | 0%      |
| Автобуси та ін. | 3,5%    | 4,2%    |
| Усього автомобілів | 550 шт. | 505 шт. |

## Вживання каталанської мови
У 2001 р. каталанську мову у місті розуміли 99,5% усього населення (у 1996 р. - 96,9%), вміли говорити нею 89% (у 1996 р. - 
87,4%), вміли читати 83,2% (у 1996 р. - 80,5%), вміли писати 57,1
% (у 1996 р. - 51,2%). Не розуміли каталанської мови 0,5%.

## Політичні уподобання
У виборах до Парламенту Каталонії у 2006 р. взяло участь 319 осіб (у 2003 р. - 340 осіб). Голоси за політичні сили розподілилися таким чином:
| \| Вибори до Парламенту Каталонії \| Вибори до Парламенту Каталонії \| Вибори до Парламенту Каталонії \| \| Рік \| 2006 р. \| 2003 р. \| \| -------------------------------------- \| ------------------------------ \| ------------------------------ \| \| Конвергенція та Єднання (CiU) \| 43,3% \| 45,6% \| \| Соціалістична партія Каталонії (PSC) \| 11,6% \| 9,7% \| \| Народна партія (PP) \| 7,2% \| 9,1% \| \| Ініціатива за зелену Каталонію (IC) \| 6,3% \| 2,1% \| \| Республіканська лівиця Каталонії (ERC) \| 26% \| 33,2% \| \| Громадянська партія (C's) \| 0% \| 0% \| \| Інші \| 5,6% \| 0,3% \| |         |         |
| Вибори до Парламенту Каталонії |         |         |
| Рік | 2006 р. | 2003 р. |
| Конвергенція та Єднання (CiU) | 43,3%   | 45,6%   |
| Соціалістична партія Каталонії (PSC) | 11,6%   | 9,7%    |
| Народна партія (PP) | 7,2%    | 9,1%    |
| Ініціатива за зелену Каталонію (IC) | 6,3%    | 2,1%    |
| Республіканська лівиця Каталонії (ERC) | 26%     | 33,2%   |
| Громадянська партія (C's) | 0%      | 0%      |
| Інші | 5,6%    | 0,3%    |

У муніципальних виборах у 2007 р. взяло участь 455 осіб (у 2003 р. - 398 осіб). Голоси за політичні сили розподілилися таким чином:
| \| Муніципальні вибори \| Муніципальні вибори \| Муніципальні вибори \| \| Рік \| 2007 р. \| 2003 р. \| \| -------------------------------------- \| ------------------- \| ------------------- \| \| Конвергенція та Єднання (CiU) \| 27% \| 39,2% \| \| Соціалістична партія Каталонії (PSC) \| 2,6% \| 6% \| \| Народна партія (PP) \| 0,7% \| 1% \| \| Ініціатива за зелену Каталонію (IC) \| 0% \| 0% \| \| Республіканська лівиця Каталонії (ERC) \| 66,2% \| 53,8% \| \| Громадянська партія (C's) \| 0% \| 0% \| \| Інші \| 3,5% \| 0% \| |         |         |
| Муніципальні вибори |         |         |
| Рік | 2007 р. | 2003 р. |
| Конвергенція та Єднання (CiU) | 27%     | 39,2%   |
| Соціалістична партія Каталонії (PSC) | 2,6%    | 6%      |
| Народна партія (PP) | 0,7%    | 1%      |
| Ініціатива за зелену Каталонію (IC) | 0%      | 0%      |
| Республіканська лівиця Каталонії (ERC) | 66,2%   | 53,8%   |
| Громадянська партія (C's) | 0%      | 0%      |
| Інші | 3,5%    | 0%      |